# Killinge
Killinge es una aldea del municipio de Valga, en el condado de Valga, Estonia, con una población censada a final del año 2020 de 5 habitantes. 
Se encuentra ubicada al sur del condado, cerca del nacimiento del río Väike Emajogi y de la frontera con el condado de Võru y con Letonia.